# Октябрьский (Карачаево-Черкесия)
Октя́брьский — посёлок, административный центр муниципального образования Октябрьское сельское поселение Прикубанского района Карачаево-Черкесской республики

## География
Расстояние до республиканского центра: 40,6 км.
Расстояние до районного центра: 22,5 км.

## Население
| 2002 | 2010  | 2021  |
| ---- | ----- | ----- |
| 1718 | ↘1563 | ↘1508 |

## Инфраструктура
- Октябрьский сельский дом культуры (вместимость 300 чел.)
- Библиотека пос. Октябрьский (вместимость 20 чел.)

Уличная сеть
| - Зелёная - Интернациональная - Крайняя - Луговая - Магазинная - Молодёжная - Новая - Парковая - Парковый переулок - Советская - Союзная - Средняя - Широкая - Шоссейная - Юбилейная |

## Образование
- Октябрьская СОШ (вместимость 300 чел.)
- Детский сад «Аленушка» (вместимость 60 чел.)

## Связь
Фиксированная связь и ADSL
- Карачаево-Черкесский филиал ПАО «Ростелеком»

Сотовая связь 2G/3G/4G
Покрытие операторов сотовой связи на территории посёлка Октябрьский.
|    | МегаФон  | Билайн   | МТС      |
| -- | -------- | -------- | -------- |
| 2G | отличное | отличное | отличное |
| 3G | отличное | отличное | отличное |
| 4G | отличное | отличное | отличное |

## Дороги
По территории посёлка Октябрьский проходит:
- Автодорога А165 Лермонтов — Черкесск (в 1-м километре от центра п. Октябрьский)